# Lijst van voetbalinterlands Sovjet-Unie - Tunesië
Deze lijst van voetbalinterlands is een overzicht van alle officiële voetbalwedstrijden tussen de nationale teams van de Sovjet-Unie en Tunesië. De landen speelden een keer tegen elkaar. Dat was een vriendschappelijke wedstrijd op 20 maart 1977 in Tunis.

## Wedstrijden
| № | Plaats | Datum         | Competitie        | Wedstrijd             | Uitslag |
| - | ------ | ------------- | ----------------- | --------------------- | ------- |
| 1 | Tunis  | 20 maart 1977 | Vriendschappelijk | Tunesië – Sovjet-Unie | 0 – 3   |

## Samenvatting
| Competitie        | Totaal gespeeld | Winst Sovjet-Unie | Gelijk | Winst Tunesië | Doelsaldo Sovjet-Unie – Tunesië |
| ----------------- | --------------- | ----------------- | ------ | ------------- | ------------------------------- |
| Vriendschappelijk | 1               | 1                 | 0      | 0             | 3 – 0                           |
| Totaal            | 1               | 1                 | 0      | 0             | 3 – 0                           |